# Харатык, Михал
Михал Харатык (пол. Michał Haratyk; род. 10 апреля 1992, Цешин, Силезское воеводство, Польша) — польский легкоатлет, специализирующийся в толкании ядра. Серебряный призёр чемпионата Европы 2016 года, бронзовый призёр 2024 года. Двукратный чемпион Польши. Участник Олимпийских игр 2016 и 2020 годов.

## Биография
Его старший брат, Лукаш Харатык, также занимался толканием ядра (личный рекорд 18,82 м), но сам Михал пришёл в легкоатлетический клуб только в 17 лет по совету своей бабушки. На юниорском уровне не отличался высокими результатами, не попадая на подиум даже на национальном уровне.
Прогресс начался с изменений в технике толкания ядра. В 2014 году Михал отошёл от традиционного хлёста в пользу кругового маха, и это стало началом его стремительного взлёта в мировую элиту. Уже через год он стал вторым на чемпионате Польши с личным рекордом 19,95 м.

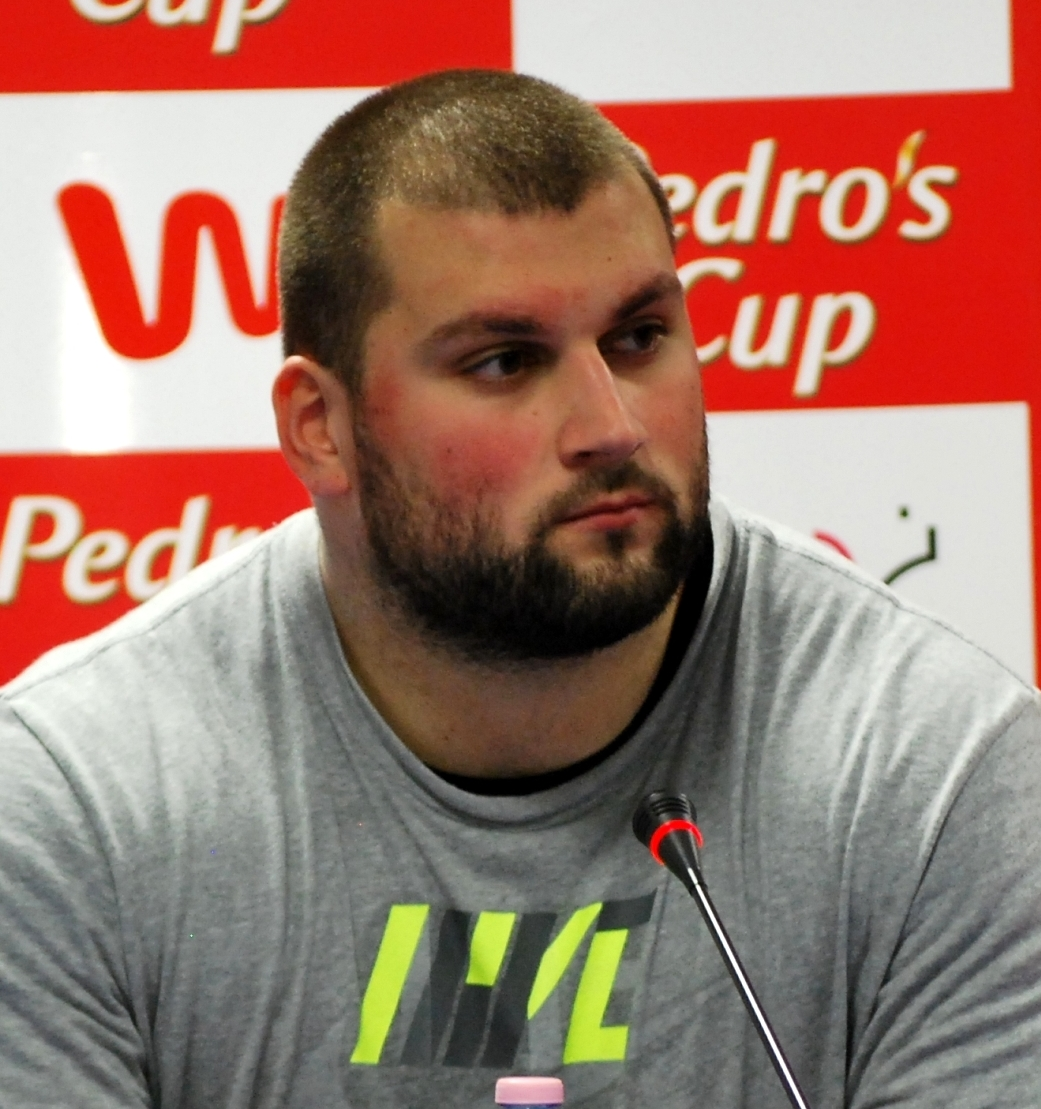
2016 год

Зимой 2016 года Харатык показал лучший результат сезона в мире на соревнованиях в Лодзе — 21,35 м. Дальше в истории Польши ядро толкал только двукратный олимпийский чемпион Томаш Маевский. На первом в карьере старте за сборную, чемпионате мира в помещении, повторить этот результат не удалось — только 19,48 м и 14-е место.
В летнем сезоне продолжил показывать высокие результаты. На чемпионат Европы в Амстердаме приехал в качестве лидера европейского сезона, лидировал в финале и в итоге уступил только действующему чемпиону Давиду Шторлю из Германии.
Участвовал в Олимпийских играх 2016 года, но не смог преодолеть квалификацию.
Летом 2017 года впервые в карьере выиграл чемпионат Польши, а также установил личный рекорд 21,88 м. Участвовал в чемпионате мира, где занял пятое место в финале (21,41 м) — до бронзовой медали ему не хватило 5 сантиметров.
В феврале 2018 года выиграл национальное первенство со своим лучшим результатом для закрытых помещений — 21,47 м. На зимнем чемпионате мира, в одном из самых сильных финалов в истории, с попыткой на 20,69 м занял только 10-е место.
28 июля 2019 года в Варшаве установил национальный рекорд 22,32 м, это лучший результат для европейских толкателей с 1988 года и пятый результат в истории в целом.
На чемпионате Европы в помещении в польском Торуне в марте 2021 года завоевал серебро с результатом 21,47 м.
3 августа 2021 года на Олимпийских играх в Токио занял 13-е место в квалификации (20,86 м), Михалу не хватило 4 см для выхода в финал.
В Риме, в июне 2024 года, на чемпионате Европы, с результатом 20.94 метра стал обладателем бронзовой медали. 

## Основные результаты
| Год  | Турнир                       | Место проведения          | Место        | Результат |
| ---- | ---------------------------- | ------------------------- | ------------ | --------- |
| 2016 | Чемпионат мира в помещении   | Портленд, США             | 14-е         | 19,48 м   |
| 2016 | Чемпионат Европы             | Амстердам, Нидерланды     | 2-е          | 21,19 м   |
| 2016 | Олимпийские игры             | Рио-де-Жанейро, Бразилия  | 18-е (квал.) | 19,97 м   |
| 2017 | Чемпионат Европы в помещении | Белград, Сербия           | 19-е (квал.) | 19,18 м   |
| 2017 | Чемпионат мира               | Лондон, Великобритания    | 5-е          | 21,41 м   |
| 2018 | Чемпионат мира в помещении   | Бирмингем, Великобритания | 10-е         | 20,69 м   |
| 2018 | Кубок Европы по метаниям     | Лейрия, Португалия        | 2-е          | 21,18 м   |